# Lessard-en-Bresse
Pour les articles homonymes, voir Lessard et Bresse (homonymie).
Lessard-en-Bresse est une commune française située dans le département de Saône-et-Loire, en région Bourgogne-Franche-Comté.

## Géographie

### Climat
Pour des articles plus généraux, voir Climat de la Bourgogne-Franche-Comté et Climat de Saône-et-Loire.
En 2010, le climat de la commune est de type climat océanique dégradé des plaines du Centre et du Nord, selon une étude du Centre national de la recherche scientifique s'appuyant sur une série de données couvrant la période 1971-2000. En 2020, Météo-France publie une typologie des climats de la France métropolitaine dans laquelle la commune est exposée à un climat semi-continental et est dans la région climatique Bourgogne, vallée de la Saône, caractérisée par un bon ensoleillement (1 900 h/an), un été chaud (18,5 °C), un air sec au printemps et en été et des vents faibles.
Pour la période 1971-2000, la température annuelle moyenne est de 11 °C, avec une amplitude thermique annuelle de 17,8 °C. Le cumul annuel moyen de précipitations est de 922 mm, avec 11,5 jours de précipitations en janvier et 7,6 jours en juillet. Pour la période 1991-2020, la température moyenne annuelle observée sur la station météorologique de Météo-France la plus proche, « Saint-Marcel », sur la commune de Saint-Marcel à 16 km à vol d'oiseau, est de 12,3 °C et le cumul annuel moyen de précipitations est de 818,4 mm. 
La température maximale relevée sur cette station est de 41,8 °C, atteinte le 12 août 2003 ; la température minimale est de −20 °C, atteinte le 16 janvier 1985,,.
Les paramètres climatiques de la commune ont été estimés pour le milieu du siècle (2041-2070) selon différents scénarios d'émission de gaz à effet de serre à partir des nouvelles projections climatiques de référence DRIAS-2020. Ils sont consultables sur un site dédié publié par Météo-France en novembre 2022.

## Urbanisme

### Typologie
Au 1er janvier 2024, Lessard-en-Bresse est catégorisée commune rurale à habitat dispersé, selon la nouvelle grille communale de densité à sept niveaux définie par l'Insee en 2022.
Elle est située hors unité urbaine. Par ailleurs la commune fait partie de l'aire d'attraction de Chalon-sur-Saône, dont elle est une commune de la couronne,. Cette aire, qui regroupe 109 communes, est catégorisée dans les aires de 50 000 à moins de 200 000 habitants,.

### Occupation des sols
L'occupation des sols de la commune, telle qu'elle ressort de la base de données européenne d’occupation biophysique des sols Corine Land Cover (CLC), est marquée par l'importance des territoires agricoles (87,8 % en 2018), une proportion sensiblement équivalente à celle de 1990 (88,1 %). La répartition détaillée en 2018 est la suivante : 
zones agricoles hétérogènes (38,1 %), terres arables (32,7 %), prairies (17 %), zones urbanisées (8,4 %), forêts (3,8 %). L'évolution de l’occupation des sols de la commune et de ses infrastructures peut être observée sur les différentes représentations cartographiques du territoire : la carte de Cassini (XVIIIe siècle), la carte d'état-major (1820-1866) et les cartes ou photos aériennes de l'IGN pour la période actuelle (1950 à aujourd'hui).

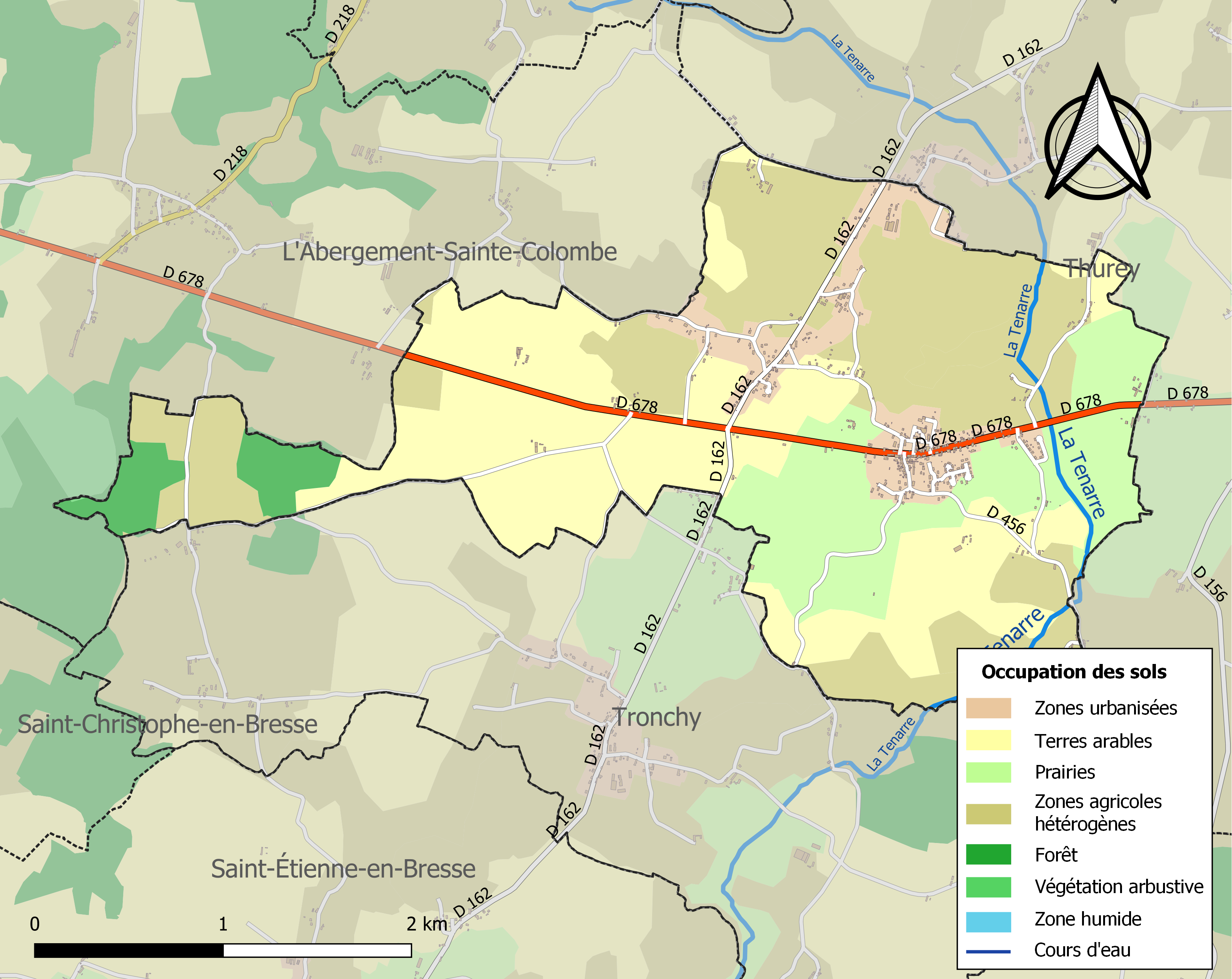
Carte des infrastructures et de l'occupation des sols de la commune en 2018 (CLC).

## Toponymie
Le nom du village provient du mot « essarter » qui signifie « défricher ». En effet, originellement, les terres du village n'étaient que des forêts qui ont été déboisées pour créer des terres cultivables.

## Histoire
Ve ou VIe siècle : une église est construite, appartenant aux moines de Saint-Marcel.

Le blason de la famille de Lugny, dont plusieurs membres furent seigneurs de Lessard.

Dans la première moitié du XVIe siècle, c'est Jean de Lugny, chevalier, « dernier héritier mâle de la maison de Lugny », seigneur de Lugny – et par ailleurs comte de Brancion, baron de Saint-Trivier-en-Dombes, de Branges, de Blaignac et de Sagy –, qui est seigneur baron de Lessard.
1789 : la paroisse de Lessard est retenue pour être le chef-lieu d'un canton (canton qui sera composé de six communes : Lessard, Tronchy, L'Abergement-Sainte-Colombe, Saint-Christophe-en-Bresse, Thurey et Quain).

## Politique et administration

### Tendances politiques et résultats

#### Élections législatives
Le village de Lessard-en-Bresse faisant partie de la quatrième circonscription de Saône-et-Loire, place lors du 1er tour des élections législatives françaises de 2017, Cécile Untermaier (PS) avec 23,08 % ainsi que lors du second tour avec 62,42 % des suffrages.
Lors du 1er tour des élections législatives françaises de 2022, Cécile Untermaier (PS), députée sortante, arrive en tête avec 32,63 % des suffrages comme lors du second tour, avec cette fois-ci, 54,07 % des suffrages.

#### Élections régionales
Le village de Lessard-en-Bresse place la liste « Notre Région Par Cœur » menée par Marie-Guite Dufay, présidente sortante (PS) en tête, dès le 1er tour des élections régionales de 2021 en Bourgogne-Franche-Comté, avec 28,89 % des suffrages. Lors du second tour, les habitants décideront de placer de nouveau la liste de « Notre Région Par Cœur » menée par Marie-Guite Dufay, présidente sortante (PS) en tête, avec cette fois-ci, près de 42,66 % des suffrages. Devant les autres listes menées par Julien Odoul (RN) en seconde position avec 27,97 %, Gilles Platret (LR), troisième avec 25,87 % et en dernière position celle de Denis Thuriot (LaREM) avec 3,50 %. Il est important de souligner une abstention record lors de ces élections qui n'ont pas épargné le village de Lessard-en-Bresse avec lors du premier tour 61,52 % d'abstention et au second, 60,16 %.

#### Élections départementales
Le village de Lessard-en-Bresse faisant partie du canton d'Ouroux-sur-Saône place le binôme de Jean-Michel Desmard (DVD) et Elisabeth Roblot (DVD), en tête, dès le 1er tour des élections départementales de 2021 en Saône-et-Loire avec 72 % des suffrages. Lors du second tour, les habitants décideront de placer de nouveau le binôme de Jean-Michel Desmard (DVD) et Elisabeth Roblot (DVD), en tête, avec cette fois-ci, près de 71,53 % des suffrages. Devant l'autre binôme menée par Valérie Deloge (RN) et Alain Taulin (RN) qui obtient 28,47 %. Il est important de souligner une abstention record lors de ces élections qui n'ont pas épargné le village de Lessard-en-Bresse avec lors du premier tour 62,33 % d'abstention et au second, 60,16 %.

### Liste des maires de Lessard-en-Bresse
| Période                                  | Période                 | Identité                                                | Étiquette | Qualité |
| ---------------------------------------- | ----------------------- | ------------------------------------------------------- | --------- | ------- |
| 24/02/1790                               | 10/04/1791              | Pierre Lavrand                                          |           |         |
| 17/04/1791                               | 29/11/1794              | Claude-Antoine Sordet                                   |           |         |
| 29/11/1794                               | 04/04/1809              | Claude Mathey (père)                                    |           |         |
| 05/04/1809                               | 22/10/1810              | Claude Mathey (fils)                                    |           |         |
| 23/10/1810                               | 22/12/1813              | Charles Mathey                                          |           |         |
| 31/12/1813                               | 27/09/1814              | Emiland Sordet                                          |           |         |
| 28/09/1814                               | 11/09/1830              | Honoré Darassy                                          |           |         |
| 12/09/1830                               | 20/09/1842              | Claude Mathey                                           |           |         |
| 20/09/1842                               | 15/02/1847              | Emiland Bruillot                                        |           |         |
| 16/02/1847                               | 17/02/1848              | Antoine Jacquard                                        |           |         |
| 18/02/1848                               | 21/08/1848              | Emiland Bruillot                                        |           |         |
| 22/08/1848                               | 21/01/1852              | Thomas Sordet                                           |           |         |
| 22/01/1852                               | 12/03/1859              | Etienne Agron                                           |           |         |
| 13/03/1859                               | 11/07/1863              | Antoine Jeannin                                         |           |         |
| 12/07/1863                               | 27/08/1870              | Etienne Agron                                           |           |         |
| 28/08/1870                               | 25/06/1874              | Denis-Camille Guillemaut                                |           |         |
| 26/06/1874                               | 07/10/1876              | Etienne Agron                                           |           |         |
| 08/10/1876                               | 14/05/1877              | Denis-Camille Guillemaut                                |           |         |
| 15/05/1877                               | 20/01/1878              | Etienne Agron                                           |           |         |
| 21/01/1878                               | 05/12/1885 (décès)      | Denis-Camille Guillemaut                                |           |         |
| 05/12/1885                               | 17/01/1886              | Jean-Baptiste Claire(adjoint en fonction de maire)      |           |         |
| 17/01/1886                               | 20/05/1888(maladie)     | Jean-Baptiste Belin                                     |           |         |
| 20/05/1888                               | 20/10/1902(décès)       | Antoine Bados                                           |           |         |
| 20/10/1902                               | 30/11/1902              | Léon Petitjean(adjoint en fonction de maire)            |           |         |
| 30/11/1902                               | 17/05/1908              | Léon Petitjean                                          |           |         |
| 17/05/1908                               | 08/05/1921 (démission)  | Adrien-Prosper Vallot                                   |           |         |
| 08/05/1921                               | 10/07/1924              | Léon Petitjean                                          |           |         |
| 10/07/1924                               | 31/02/1932              | Gabriel Hugonnot                                        |           |         |
| 31/02/1932                               | 19/05/1935              | Claude Bordet                                           |           |         |
| 19/05/1935                               | 26/10/1942              | Léon Petitjean                                          |           |         |
| 18/11/1942                               | 26/10/1947              | Léon Nivet                                              |           |         |
| 26/10/1947                               | 21/03/1971              | Jean Jouvenceau                                         |           |         |
| 21/03/1971                               | 27/03/1977              | Ernest Breziat                                          |           |         |
| 27/03/1977                               | 22/12/1993              | Jean-René Perreaut                                      |           |         |
| 22/12/1993                               | 28/01/1994              | Jacques-Edouard Philippon(adjoint en fonction de maire) |           |         |
| 28/01/1994                               | février 2006(démission) | Jacques-Edouard Philippon                               |           |         |
| février 2006                             | mai 2020                | Jocelyne Michelin-Parizet                               |           |         |
| mai 2020                                 | "en cours"              | Alain Philippe                                          |           |         |
| Les données manquantes sont à compléter. |                         |                                                         |           |         |

## Démographie
L'évolution du nombre d'habitants est connue à travers les recensements de la population effectués dans la commune depuis 1793. Pour les communes de moins de 10 000 habitants, une enquête de recensement portant sur toute la population est réalisée tous les cinq ans, les populations de référence des années intermédiaires étant quant à elles estimées par interpolation ou extrapolation. Pour la commune, le premier recensement exhaustif entrant dans le cadre du nouveau dispositif a été réalisé en 2006.

En 2022, la commune comptait 562 habitants, en évolution de +2 % par rapport à 2016 (Saône-et-Loire : −1,06 %, France hors Mayotte : +2,11 %).
| 1793 | 1800 | 1806 | 1821 | 1831 | 1836 | 1841 | 1846 | 1851 |
| ---- | ---- | ---- | ---- | ---- | ---- | ---- | ---- | ---- |
| 417  | 392  | 412  | 534  | 562  | 560  | 554  | 574  | 627  |

| 1856 | 1861 | 1866 | 1872 | 1876 | 1881 | 1886 | 1891 | 1896 |
| ---- | ---- | ---- | ---- | ---- | ---- | ---- | ---- | ---- |
| 608  | 636  | 651  | 689  | 707  | 697  | 671  | 660  | 640  |

| 1901 | 1906 | 1911 | 1921 | 1926 | 1931 | 1936 | 1946 | 1954 |
| ---- | ---- | ---- | ---- | ---- | ---- | ---- | ---- | ---- |
| 649  | 710  | 668  | 630  | 593  | 579  | 534  | 503  | 488  |

| 1962 | 1968 | 1975 | 1982 | 1990 | 1999 | 2006 | 2011 | 2016 |
| ---- | ---- | ---- | ---- | ---- | ---- | ---- | ---- | ---- |
| 497  | 450  | 390  | 385  | 392  | 425  | 480  | 539  | 551  |

| 2021 | 2022 | - | - | - | - | - | - | - |
| ---- | ---- | - | - | - | - | - | - | - |
| 554  | 562  | - | - | - | - | - | - | - |

## Vie locale

### Culte
Lessard-en-Bresse relève de la paroisse de la Sainte-Trinité-en-Bresse, créée en 2000, qui regroupe vingt-trois villages et dont le siège se trouve à Saint-Germain-du-Bois.

## Culture locale et patrimoine

### Lieux et monuments
Sont à voir à Lessard-en-Bresse : 
- l'église Notre-Dame-de-l'Assomption, édifice bâti dans la première moitié du XIXe siècle[21] ;
- le château de Lessard-en-Bresse.

Le patron de Lessard-en-Bresse est saint Marc, autrefois les fêtes patronales étaient pour la Saint-Marc le 25 avril et le 15 août pour l'Assomption.
L'église (bâtiment) appartient à la commune de Lessard-en-Bresse car elle a été construite avant la séparation de l'Église et de l'État en 1905

## Pour approfondir